# The Colour and the Shape
The Colour and the Shape (укр. Колір та форма) — другий студійний альбом американського рок-гурту Foo Fighters, що вийшов 1997 року на лейблі Capitol Records.
The Colour and the Shape став першим альбомом, записаним Foo Fighters як колективом виконавців, бо попередня платівка Foo Fighters складалася з демоверсій, в яких колишній барабанщик Nirvana Дейв Ґрол сам зіграв на всіх інструментах. Для запису другої платівки він залучив знайомих музикантів та британського продюсера Гіла Нортона, відомого співпрацею з Pixies. Альбом записувався на фоні розлучення Ґрола з дружиною, що вплинуло на тематику пісень з платівки.
Платівка вийшла в травні 1997 року та містила ретельно спродюсований мелодійний альтернативний рок, відрізняючись від безкомпромісного гардкор-панку з першого альбому проєкту. Тексти пісень стали змістовнішими, описуючи відносини між коханими людьми та відображаючи переживання Дейва Ґрола. Сингли «Monkey Wrench», «Everlong» та «My Hero» стали популярними радіохітами, а платівку номінували на здобуття нагороди «Греммі» за найкращий рок-альбом року.
The Colour and the Shape вважається одним з найкращих альбомів Foo Fighters та залишається найпродаванішою платівкою гурту, отримавши «платиновий» статус в США, Великій Британії, Австралії та Канаді.

## Передумови

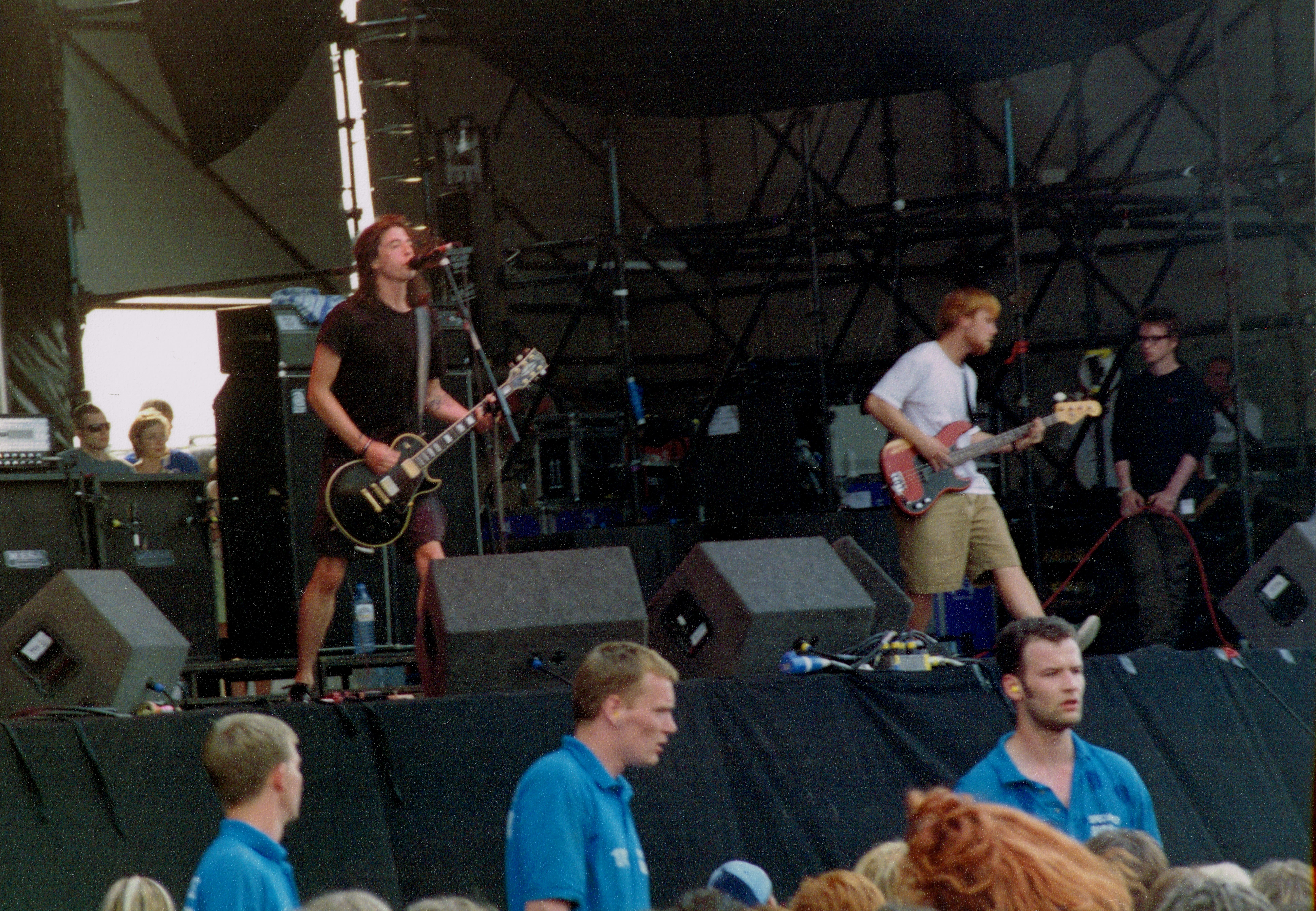
Foo Fighters, 1996 рік

Гурт Foo Fighters заснував колишній барабанщик Nirvana Дейв Ґрол. Після смерті Курта Кобейна, наприкінці 1994 року він разом зі знайомим продюсером Барреттом Джонсоном записував демоверсії власних пісень. Майже всі партії інструментів музикант виконував самостійно, лише раз долучивши гітариста Грега Дуллі з гурту The Afghan Whigs. Попри відсутність у Ґрола суттєвих очікувань від матеріалу, що вийшов 1995 року на альбомі з назвою Foo Fighters, декілька його пісень — зокрема «This Is a Call», «I Stick Around» та «Big Me», — стали популярними на радіо. Тоді музикант вирішив вирушити на гастролі в підтримку платівки, зібравши для цього колектив музикантів.
До першого складу Foo Fighters, окрім самого Дейва Ґрола, який грав на гітарі та співав, увійшло три інших виконавці. Серед них був колишній гітарист The Germs Пет Смір, добре знайомим фронтмену за спільними виступами в Nirvana. Ритм-секцію нового колективу, своєю чергою, склали бас-гітарист Нейт Мендел і барабанщик Вільям Ґолдсміт, які залишилися без роботи після розпаду сіетлського рок-гурту Sunny Day Real Estate. Концертний склад Foo Fighters провів у гастролях 15 місяців, протягом яких вони не тільки грали пісні з дебютної платівки, але й виконували деякі новостворені композиції, зокрема «Enough Space», «Up In Arms», «My Poor Brain» і «My Hero». Повернувшись із турне, Дейв Ґрол вирішив записати з колегами по гурту «великий, справжній рок-альбом», який би відрізнявся від його попередньої сольної роботи, створеної нашвидкуруч в стилі панк-року.

## Робота в студії
Foo Fighters:
- Дейв Ґрол — вокал, гітара, барабани,
- Пет Смір — гітара,
- Нейт Мендел — бас-гітара,
- Вільям Ґолдсміт — барабани на піснях «Doll» та «Up In Arms» (повільна частина)

Оплески в пісні «See You» — Кріс Білгеймер, Ленс Бенгс, Раян Бош.
Продюсер — Ґіл Нортон.

Звукорежисер — Бредлі Кук.

Зведення — Кріс Шелдон.

Асистенти звукорежисера — Дон Фарвелл, Раян Гедлок (студія Bear Creek Studio), Раян Бош, Тодд Берк (Grandmaster Recorders), Джейсон Мауза (Skip Saylor Recording).
Художнє керівництво — Джеффрі Фей, Томмі Стіл, Foo Fighters.

3D-візуалізація — Джакомо Маркезі.

Візуалізація логотипу — Енді Енгель.

Фотограф — Джош Кесслер.
У листопаді 1996 року Ґрол та інші учасники Foo Fighters вирушили до студії Bear Creek Studio для запису нової платівки. Студійне приміщення було в місті Вудінвілл, штат Вашингтон, де на ділянці площею чотири гектари розташовувався обладнаний апаратурою житловий будинок. Продюсером альбому став британець Ґіл Нортон. Дейв Ґрол захоплювався його роботою з Pixies та Echo & the Bunnymen і сподівався, що той зможе додати до композицій Foo Fighters елементи попмузики, зробивши з них хіти. Попри оптимістичні очікування фронтмена, співпраця із Нортоном просувалася дуже важко. Відомий продюсер виявився перфекціоністом і вимагав бездоганного виконання партій від музикантів, які не мали формальної музичної освіти та звикли більше покладатися на емоційність, аніж на власну майстерність. Найбільше дісталося Ґолдсміту та Менделу, яких він називав «безритмічною секцією». Раз за разом продюсер вилучав їхні невдалі дублі та вимагав зіграти заново. Окрім цього, Нортон постійно тиснув на Ґрола, що не вважав себе справжнім поетом, щоб той писав змістовніші тексти. Творчі труднощі наклалися на особисті проблеми фронтмена — він був на межі розставання з акторкою Дженіфер Янгблад, яка перед Різдвом подала на розлучення.
Дейв Ґрол провів різдвяні свята у Вірджинії, вдома у своєї матері, розмірковуючи над причинами власних невдач. Там він зустрів свого знайомого Джеффа Тернера з місцевого гурту Gray Matter, який дозволив фронтмену Foo Fighters використати свою студію WGNS. Ґрол самотужки записав в ній демоверсії своїх двох нещодавно написаних пісень — «Walking After You» та «Everlong». За словами музиканта, саме акордова прогресія до «Everlong» найкращим чином відображала його тодішній емоційний стан. До того ж під впливом Ґіла Нортона він чи не вперше наважився писати тексти на теми, які його дійсно глибоко хвилювали. Чорнову версію «Everlong» Ґрол дав послухати Кім Ґордон і Терстону Муру, музикантам гурту Sonic Youth, бо вбачав у ній можливий плагіат їхної пісні. Проте вони, навпаки, були приємно вражені створеною в останній момент композицією та заохотили Ґрола додати її до альбому.
На початку 1997 року Foo Fighters змінили локацію, переїхавши з Вашингтону до Голлівуду, де продовжили запис в студії Grandmaster Recorders. Двоповерхова будівля раніше була кінотеатром, а в 1970-ті роки її перетворили на студію, де, серед інших, було записано альбом Стіві Вандера Songs in the Key of Life. Оренда приміщення коштувала гурту великих грошей, а Голдсміт витрачав на свої партії забагато часу (за його словами, на одну з пісень у нього пішло 96 дублів, а запис іншої зайняв 13 годин). Тоді Дейв Ґрол вирішив спочатку самостійно записати барабани для нових пісень, а потім почав переписувати попередні партії Ґолдсміта. Врешті-решт, з усіх пісень альбому оригінальні барабани залишилися лише на «Doll» та «Up in Arms». Коли Ґолдсміт дізнався, що результати його багатоденної праці було знищено, то розлютився та повідомив, що залишає Foo Fighters. Ґрол пропонував барабанщику залишитися членом концертного складу гурту, але той відмовився. Пізніше того ж року Sunny Day Real Estate возз'єдналися і Ґолдсміт повернувся до колективу, проте Мендел вирішив залишитися з Ґролом.

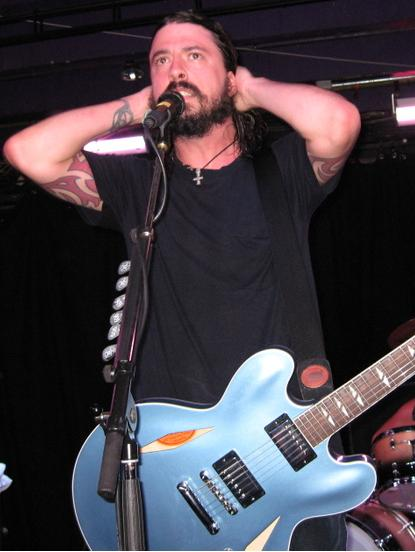
Дейв Ґрол (вокал, гітара)
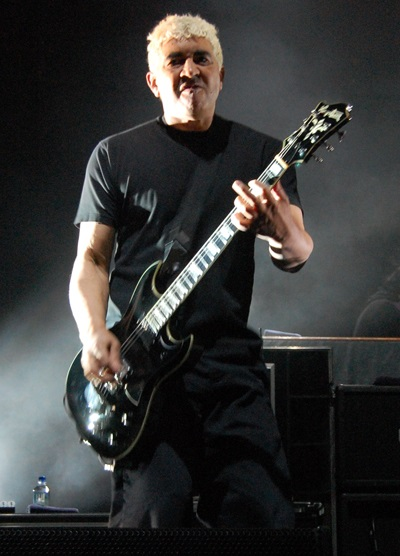
Пет Смір (гітара)
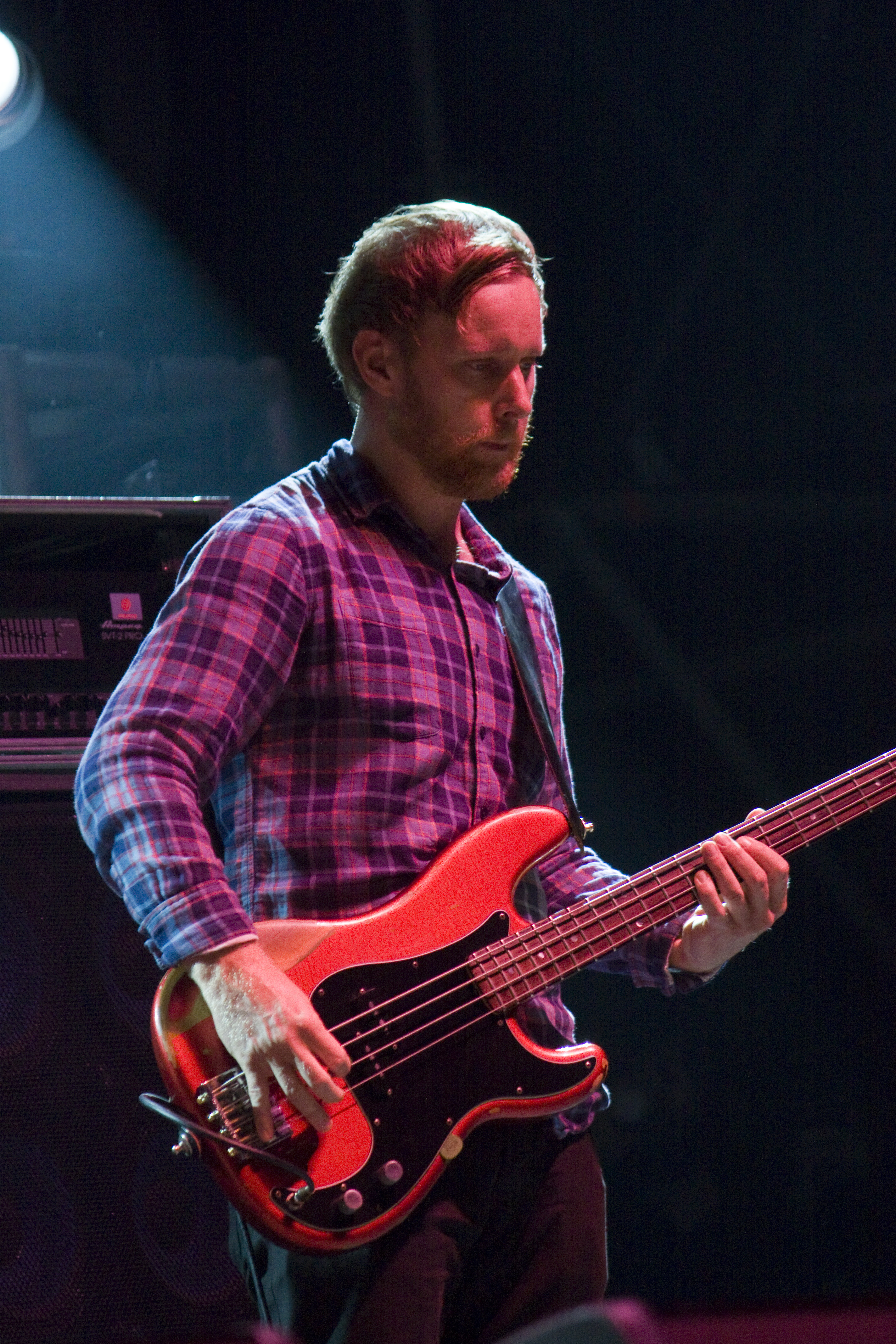
Нейт Мендел (бас-гітара)
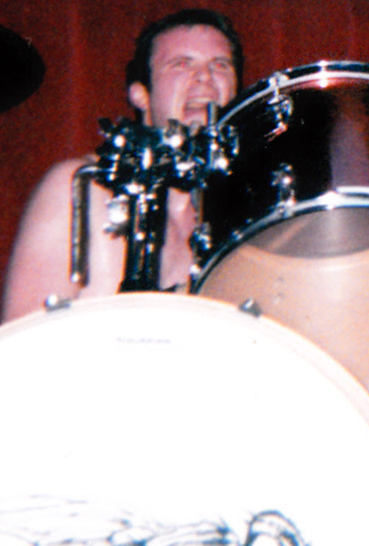
Вільям Ґолдсміт (барабани)

## Зміст альбому

### Назва та обкладинка

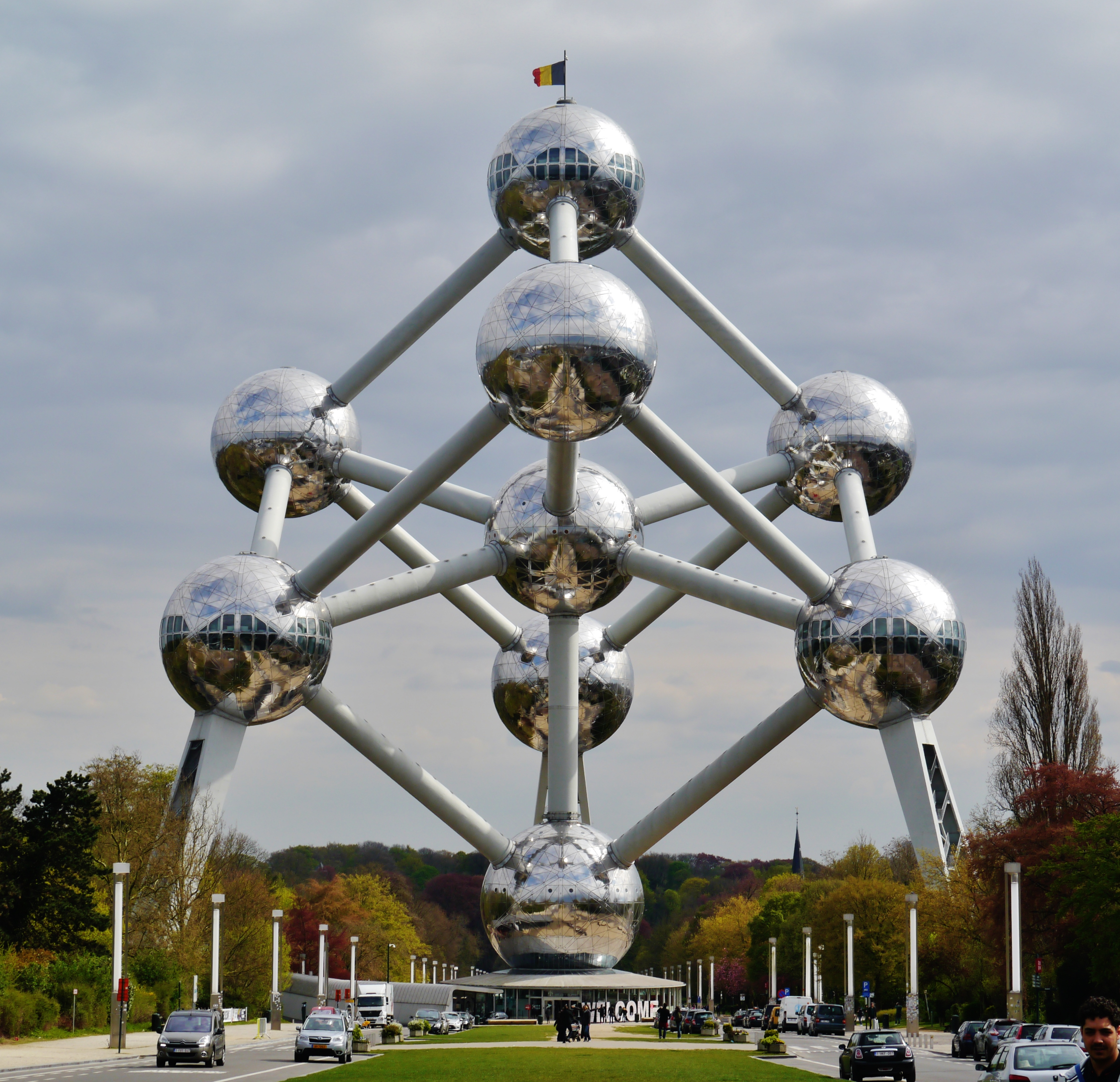
Брюсельська футуристична споруда «Атоміум», з якою порівнювали обкладинку альбому

Другий альбом Foo Fighters отримав назву The Colour and the Shape (укр. Колір та форма), яка жодним чином не відображала наповнення платівки, а походила з жарту, зрозумілого лише учасникам гурту. За словами Ґрола, концертний менеджер Foo Fighters під час турне часто купував незвичні речі, на кшталт старовинних ламп або свічок, і одного разу придбав в комісійному магазині червоно-білу кеглю для боулінгу. Коли здивовані музиканти запитали, навіщо він виклав за неї гроші, менеджер відповів: «Бо мені сподобалися її колір та її форма». Слово «колір» у назві альбому написано за британським правописом (англ. colour), а не за американським (амер. англ. color), на знак подяки англійському продюсеру Ґілу Нортону за важку працю зі створення платівки.
На обкладинці альбому зображено абстрактну мінімалістичну композицію, що складається з поєднаних лініями куль, яку порівнювали із футуристичною спорудою «Атоміум», відкритою в Брюсселі до Всесвітньої виставки 1958 року. Автором тривимірного рендеру моделі став американський 3D-дизайнер Джакомо Маркезі (справжнє ім'я — Джеймс Гері). Він вважав «скульптуру з м'ячами» своєю найулюбленішою роботою, бо завдяки ній, на його думку, зміг отримати певне визнання в попкультурі.

### Тексти та музика
Тексти пісень з альбому суттєво відрізнялися від тих, що Дейв Ґрол писав для своєї дебютної платівки два роки тому. Раніше він не надавав великого значення ліриці, дозволяючи собі співати нісенітниці, незрозумілі широкому загалу. Так, британські фанати були здивовані рядками з пісні «This Is a Call»: «Мінісин — це добре, мінісин — це круто»; згодом з'ясувалося, що мінісин — це засіб від прищів, про який британці ніколи не чули. До того ж перший альбом Foo Fighters було записано протягом лише п'яти днів, переважно для себе, а не для широкого загалу, через що Ґрол не бачив сенсу витрачати час на глибокі тексти. На другій платівці все мало бути інакше: справжній гурт, професійна студія та відомий продюсер, який змушував Ґрола писати серйозну лірику. «Він не дозволяв мені повечеряти, доки я не напишу текст. Щоразу, коли я писав поганий рядок, я отримував 40 ударів батогом», — жартівливо скаржився Ґрол на Ґіла Нортона. Зусилля продюсера не були марними — тексти пісень з The Colour and the Shape стали змістовнішими. Співак важко переносив розлучення з дружиною, тому багато пісень присвячені саме цьому періоду його життя — «зимі мого невдоволення», як її описував Ґрол. Критики вважали The Colour and the Shape концептуальним альбомом, який описував початок і кінець відносин із коханою людиною. Сам Ґрол порівнював платівку з терапевтичною сесією, яка починається з обговорення страхів («Doll»), але закінчується на позитивній ноті («New Way Home»), жартуючи, що через це на обкладинці міг опинитися диван психотерапевта.
У порівнянні з дебютним альбомом, The Colour and the Shape перетворив Foo Fighters з «гурту одного музиканта» на справжній колектив. Другий гітарист Пет Смір зробив гітарне звучання насиченішим та різноманітнішим, поєднуючи DIY-підхід, типовий для панк-рокерів The Germs, зі стадіонним роком в стилі Queen, а зіграна ритм-секція — бас-гітарист і барабанщик, які чудово знали один одного з часів Sunny Day Real Estate, — не дозволила платівці перетворитися на набір гітарних екзерсисів. Динаміка пісень нагадувала гранджову творчість Nirvana та Hole, коли в межах одної композиції поєднувалися спокійні та гучні фрагменти, шепіт і крики. Голос Ґрола став впевненішим, що дозволяло йому точно передавати нюанси звучання пісень, серед яких вистачало як повільних балад, так і гучних рок-гімнів. Якщо попередня платівка була прямолінійнішою та записаною «на колінці», то продюсування The Colour and the Shape стало набагато кращим: Ґрол не просто прийшов до студії, щоб записати наявний матеріал, а витрачав час на препродакшен та запросив відомого продюсера, здатного кардинально змінити звучання гурту. На зміну гітарному шуму прийшли привабливі мелодії — що нагадувало трансформацію, яка сталася з Nirvana між першим і другим альбомами, — а Foo Fighters з панкроківського проєкту перетворилися у справжній попроковий або альтроковий колектив.

### Список пісень
Оригінальне видання (1997)
| #   | Назва               | Тривалість |
| --- | ------------------- | ---------- |
| 1.  | «Doll»              | 1:23       |
| 2.  | «Monkey Wrench»     | 3:51       |
| 3.  | «Hey, Johnny Park!» | 4:08       |
| 4.  | «My Poor Brain»     | 3:33       |
| 5.  | «Wind Up»           | 2:32       |
| 6.  | «Up in Arms»        | 2:15       |
| 7.  | «My Hero»           | 4:20       |
| 8.  | «See You»           | 2:26       |
| 9.  | «Enough Space»      | 2:37       |
| 10. | «February Stars»    | 4:49       |
| 11. | «Everlong»          | 4:10       |
| 12. | «Walking After You» | 5:03       |
| 13. | «New Way Home»      | 5:40       |

Бонус-треки до ювілейного видання (2007)
| #   | Назва                                   | Тривалість |
| --- | --------------------------------------- | ---------- |
| 14. | «Requiem» (кавер Killing Joke)          | 3:33       |
| 15. | «Drive Me Wild» (кавер Vanity 6)        | 3:13       |
| 16. | «Down in the Park» (кавер Гері Ньюмана) | 4:08       |
| 17. | «Baker Street» (кавер Джеррі Рафферті)  | 5:37       |
| 18. | «Dear Lover»                            | 4:32       |
| 19. | «The Colour and the Shape»              | 3:23       |

1. The Colour and the Shape розпочинається з 84-секундної балади «Doll» (укр. Лялька). Перший куплет Дейв Ґрол співає під акомпанемент гітари, після чого вступають інші інструменти. Герой пісні звертається до людини, з якою довго був разом, зізнаючися, що ніколи ще не був настільки наляканим. Дейв Ґрол співав про страх перед чимось, до чого ти не був готовим: в журналі Kerrang! вбачали в цьому емоції після розлучення з Дженіфер Янгблад, а у Rolling Stone припускали, що справа у невпевненості колишнього барабанщика Nirvana, який розпочинає власну кар'єру.
2. Слідом за спокійним «прологом» йде швидка та гучна «Monkey Wrench» (укр. Англійський ключ), натхнена невдалим шлюбом Дейва Ґрола. «Я завжди був в клітці, але тепер я вільний», «Краще я піду, аніж продовжуватиму страждати» — співає головний герой, намагаючись розірвати стосунки, приречені на невдачу. Музична складова частина пісні була близькою до панк-року та нагадувала творчість гуртів Biffy Clyro, Ash і Hüsker Dü.
3. Пісня «Hey, Johnny Park!» (укр. Привіт, Джонні Парк!) названа на честь дитячого друга Дейва Ґрола, якого він не бачив з 14-річного віку. За словами музиканта, за допомогою пісні він намагався знайти свого товариша, але безрезультатно. Динамічна композиція, в якій співалося «про близько п'ятнадцяти різних речей», не виходила як сингл і не стала відомим радіохітом, але посіла важливе місце на концертах Foo Fighters.
4. «My Poor Brain» (укр. Мій бідний мозок) — ще один експеримент Ґрола з різкими змінами стилю та настрою. В мрійливому куплеті під акомпанемент пульсуючої гітари він співає в стилі The Jackson 5, а в важкому приспіві із гранджовими гітарами голосно кричить, ніби перетворюючись на фронтмена Black Sabbath.
5. Композиція «Wind Up» (укр. Закінчитися, зникнути) описує відносини між музикантом та журналістами. Дейв Ґрол скаржився, що від нього очікують поведінки втомленої рок-зірки, хоча він просто радів можливості виходити на сцену з гітарою та виступати перед натовпом. Куплет із важкими гітарними рифами нагадував пісні Nirvana, але приспів був мелодійнішим і типовішим для сольної творчості Ґрола.
6. «Up in Arms» (укр. Зі зброєю в руках) — попкомпозиція про кохання, яку Ґрол порівнював з піснями гурту The Knack. Головний герой співає про примирення із коханою. Перший куплет є спокійним та обережним, але потім він повторюється ще раз у швидшому темпі у стилі павер-поп.
7. Пісню «My Hero» (укр. Мій герой) було написано ще в липні 1995 року і за три дні презентовано на концерті в Ванкувері. Ґрол з дитинства захоплювався рок-музикою, зокрема гуртами Kiss, Rush і The Beatles, але справжніми героями для нього завжди залишалися його близькі та рідні. «My Hero» була присвячена саме таким «надійним звичайним людям, на яких можна покластися». Попри відсутню автобіографічність, композицію вважали своєрідним присвяченням загиблому фронтмену Nirvana Курту Кобейну. Вона вирізняється насиченою барабанною партією та переходами між спокійнішими та емоційнішими фрагментами, характерними для емо-панку.
8. «See You» (укр. Бачити тебе) — прямолінійна попрокова композиція, виконана під акомпанемент акустичної гітари. Після того, як Дейв Ґрол переписав в ній барабанну партію, вона почала звучати подібно до квінівського хіта 1980 року «Crazy Little Thing Called Love». За словами лідера гурту, ніхто не хотів додавати цю пісню до альбому, хоча сам він вважав її своєю найулюбленішою.
9. Пісню «Enough Space» (укр. Достатньо місця) було написано під час турне по Європі восени 1995 року. Дейв Ґрол хотів створити композицію, з якої можна було б розпочинати концерти, та підібрав темп таким чином, щоб під неї було зручно стрибати у натовпі. Пісня присвячена улюбленому фільмові Ґрола «Аризонська мрія» режисера Емира Кустуриці. Спокійний вокал в куплеті порівнювали із голосом Дональда Фейгена з гурту Steely Dan, а в панківському скримінговому приспіві вбачали паралелі зі стилістикою Pixies і нірванівською «Stay Away» з альбому Nevermind.
10. «February Stars» (укр. Лютневі зірки) — рок-балада, яка після трьох хвилин тихого та спокійного співу переростає в гучний кульмінаційний приспів. Пісня описує стан людини, що висить на кінчиках пальців над прірвою і відчайдушно намагається не впасти. Демо-версію записали під час славнозвісної останньої студійної сесії Nirvana в січні 1994 року (на якій також було записано пісню «You Know You're Right»), але з іншим текстом, під акомпанемент акустичної гітари Дейва Ґрола та фісгармонії Кріста Новоселіча.
11. Пісня «Everlong» (укр. Вічність) виконується в гітарному строї Drop D. Дейв Ґрол створив її протягом 45 хвилин, надихаючись композицією «Schizophrenia» з репертуару Sonic Youth. Текст відображає його почуття до коханої дівчини, яка настільки близька до нього, що вони навіть співають разом. Вважається, що вона присвячена гітаристці гурту Veruca Salt Луїзі Пост, з якою у Ґрола були романтичні стосунки після розлучення. Пост виконала гармонії у приспіві, зателефонувавши в студію, бо знаходилася в іншому місті, а також записала секцію пошепки в середині пісні, яку Ґрол потім переписав зі своїм текстом. «Everlong» побудована за типовою для Foo Fighters схемою: поєднання спокійного куплету та енергійного приспіву.
12. «Walking After You» (укр. Йду за тобою) — ще одна меланхолійна композиція, схожа на «See You». Герой пісні розповідає про те, як його кинула кохана людина. Оригінальну версію записали наприкінці 1996 року, але після виходу альбому її було перезаписано за участі Тейлора Гокінса та Франца Шталя. Оновлена версія потрапила до саундтрек-альбому серіалу «Цілком таємно» та вийшла окремим синглом.
13. Остання композиція «New Way Home» (укр. Новий шлях додому) є своєрідним завершенням історії, розпочатої у «Doll». Якщо на початку альбому головний герой зізнається, що йому дуже страшно, то тут повторює — «Я не боюся». За словами Дейва Ґрола, «вона про те, що, проходячи через усі ці пісні, емоції, підводні камені, злети та падіння, кінець кінцем, ти розумієш, що тобі більше не страшно і ти впораєшся».

### Не увійшли до альбому
Заголовна композиція «The Colour and the Shape» (укр. Колір та форма), записана наприкінці 1996 року в студії Bear Creek Studio, так і не увійшла до альбому. Вона нагадувала композицію «Weenie Beenie» з попередньої платівки, бо була настільки ж швидкою та гардкорною, але саме тому її вирішили не випускати: «Це був крок назад, бо ми таке вже робили». З невідомих причин не увійшла до фінального списку композицій і балада «Dear Lover» (укр. Дорогий коханий). На сайті Louder Sound припустили, що сентиментальних любовних композицій, виконаних у середньому темпі, на альбомі вистачало і без неї.

## Вихід альбому

### Видання та перевидання
Альбом The Colour and the Shape вийшов 20 травня 1997 року на мейджор-лейблі Capitol Records, а також на власному лейблі Дейва Ґрола Roswell Records.
Три пісні з альбому вийшли як сингли: «Monkey Wrench», «Everlong» і «My Hero». Бі-сайдами до них стали пісні, що не потрапили до альбому («The Colour and the Shape» та «Dear Lover»), а також чотири кавери на пісні інших гуртів: «Requiem» Killing Joke, «Drive Me Wild» продюсованих Прінсом Vanity 6, «Down in the Park» Гері Ньюмана та «Baker Street» Джеррі Рафферті.
Для телесеріалу «Цілком таємно» музиканти переписали пісню «Walking After You» у новому складі з Тейлором Гокінсом та Францем Шталєм. Оновлена композиція увійшла до саундтрек-альбому The X-Files: The Album і вийшла окремим синглом, разом з піснею Ween — «Beacon Light».
У 2007 році на честь десятиріччя The Colour and the Shape вийшло ювілейне видання альбому з оновленим буклетом. Окрім тринадцяти оригінальних композицій до нього увійшло шість бонус-треків: пісні гурту, які протягом 1997—1998 років виходили як бі-сайди.

### Сингли та відеокліпи
1. Foo Fighters — Monkey Wrench на YouTube
2. Foo Fighters — Everlong на YouTube
3. Foo Fighters — My Hero на YouTube
4. Foo Fighters — Walking After You на YouTube

Перший сингл «Monkey Wrench» вийшов у квітні 1997 року. Лейбл наполягав на тому, щоб першою опублікувати пісню «Everlong», але Дейв Ґрол відмовився на користь швидшої та потужнішої композиції, яка б не загубилася поміж гранджових радіохітів. «Monkey Wrench» досягла дев'ятого місця в національному хіт-параді синглів. Відеокліп на неї зняв сам Дейв Ґрол. За сюжетом четверо музикантів Foo Fighters, зокрема новий барабанщик Тейлор Гокінс, грають у кімнаті готелю, а за ними у шпарину підглядають їхні двійники, що врешті решт посідають їхні місця.
«Everlong» стала другим синглом з альбому, вийшовши в серпні 1997 року. Вона мала ще більший успіх і піднялася на четверту сходинку в американському пісенному чарті. Дейв Ґрол визнавав, що пісня здавалася йому дійсно непоганою, однак навіть він не очікував, що в майбутньому саме з нею будуть асоціювати його гурт. Композиція посіла незмінне місце в концертному репертуарі Foo Fighters — як у звичайному електричному, так і в акустичному виконанні, — а також неодноразово потрапляла до саундтреків до фільмів і серіалів, серед яких «Друзі», «Вовк з Волл-стріт» та «Ніккі, диявол-молодший». Кліп до «Everlong», знятий французьким режисером Мішелем Ґондрі, було номіновано на отримання премії 1998 MTV Video Music Awards. Його події розгортаються у спальній кімнаті, де подружня пара у виконанні Дейва Ґрола та Тейлора Гокінса, переодягненого в його дружину, лежить у ліжку та бачить два різних сни. В обох сновидіннях персонаж Ґрола рятує дівчину від нападу «тедді-боїв», яких грають Пет Смір і Нейт Мендел. У кінці кліпу персонажі перетворюються на справжніх учасників Foo Fighters і грають останній приспів.
Третій сингл з The Colour and the Shape — пісня «My Hero» — вийшов на початку 1998 року. Музичне відео, яке Дейв Ґрол знову зняв самостійно, відповідає змісту пісні, в якій співається про «звичайних героїв», простих людей, здатних на виняткові вчинки. Персонаж кліпу — звичайна людина з вулиці, чиє обличчя глядач не бачить, — вбігає в охоплений пожежею будинок, всередині якого грають Foo Fighters, та, ризикуючи власним життям, виносить з нього дитину, песика та світлину в рамці.
Музичне відео на оновлену версію пісні «Walking After You», що вийшла синглом з альбому The X-Files: The Album, зняв у 1998 році фотограф Метью Ролстон, який до цього працював в індустрії моди. Герой Дейва Ґрола, одягнений в стильний костюм, зустрічає в коридорі дівчину, яку грає іспанська актрорка Арлі Говер (вампірка Меркьюрі з «Блейду»). Вони хочуть, але не можуть доторкнутися один до одного, бо їх розділяє прозора стіна. Чоловік і жінка проводять час у власних помешканнях, схожих на тюремні камери, згадуючи один одного, і навіть намагаються розбити скло між ними, а паралельно на старовинних чорно-білих телевізорах показують «Дракулу» та мультфільми про Бетті Буп.

## Концертний тур
Після того, як на початку 1997 року Foo Fighters залишив барабанщик Вільям Ґолдсміт, гурт почав шукати йому заміну. Про це дізнався музикант гурту Аланіс Моріссетт Тейлор Гокінс, який зателефонував Ґролу та запропонував свої послуги. Лідер Foo Fighters був здивований пропозицією успішного барабанщика, бо Аланіс Моріссетт збирала стадіони по всьому світові, але запросив Гокінса на прослуховування та зрештою взяв його до гурту.
Невдовзі про своє бажання залишити Foo Fighters оголосив і Пет Смір. Гітарист скаржився на важкий гастрольний графік, не любив перельоти та уникав спілкування з пресою: «Мені все це так набридло. Я не хотів вирушати в ще один мільярдний концертний тур, мені було байдуже». Спочатку Ґрол був шокований цим повідомленням, але потім згадав, як ще за часів Nirvana їх попереджали, що Смір не протримається в гурті й декількох місяців. Ґрол зумів домовитися зі Сміром, що той гратиме з Foo Fighters наступні шість тижнів, поки йому не знайдуть заміну.
Тур на підтримку The Colour and the Shape розпочався в травні 1997 року з концертів у Європі та на Далекому Сході, після чого гурт повернувся до США. 4 вересня 1997 року під час концерту на церемонії 1997 MTV Video Music Awards в Нью-Йорку Пет Смір оголосив зі сцени, що йде з Foo Fighters. Його замінив гітарист Франц Шталь, з яким Ґрол раніше грав у гардкор-панк-гурті Scream. Загалом після виходу другого альбому музиканти Foo Fighters провели в гастролях майже два роки. Проте на початку 1999 року, коли прийшов час записувати третю платівку, на конференс-дзвінку з усіма членами гурту Францу Шталю повідомили, що його звільнено через творчі розбіжності.

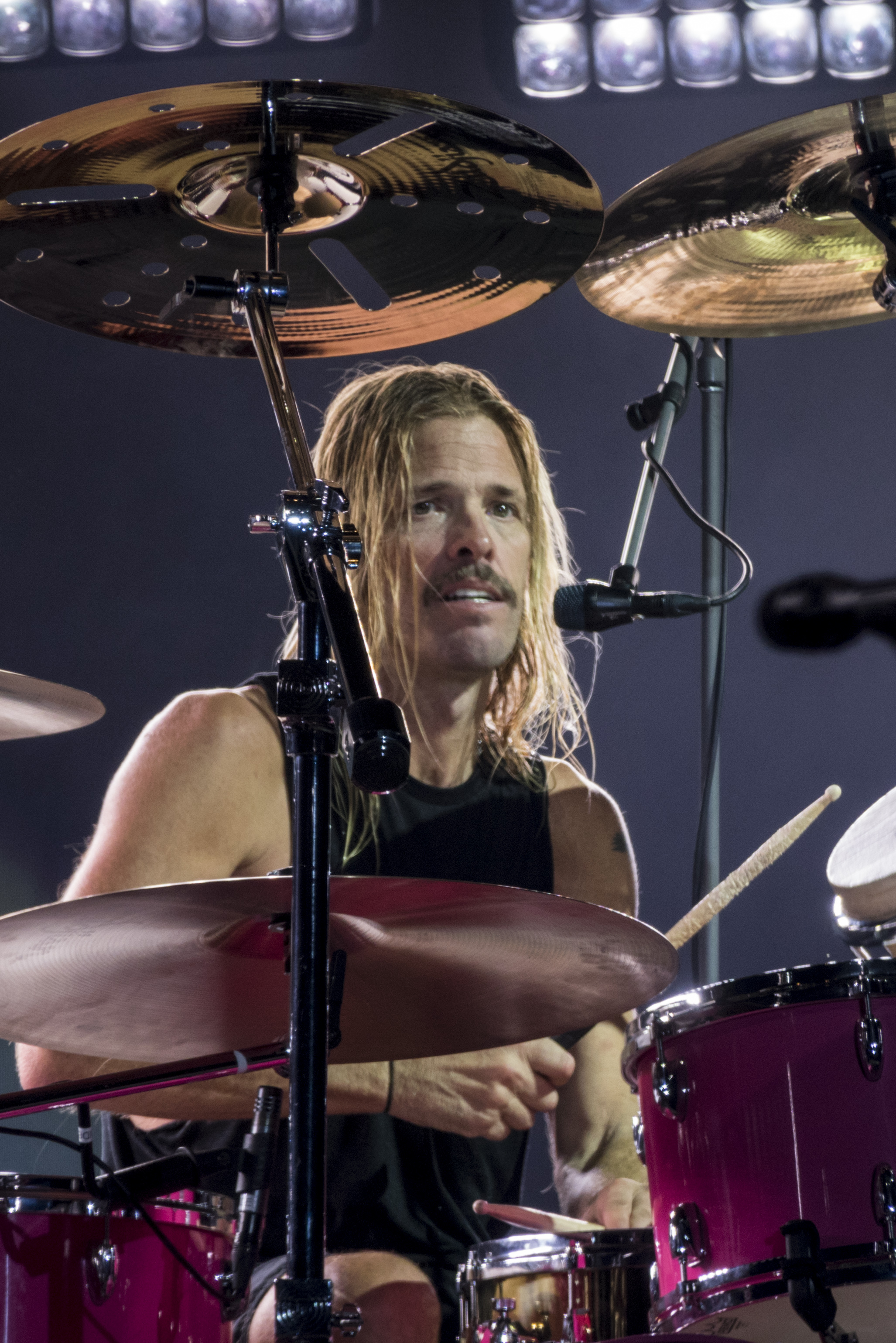
Тейлор Гокінс (барабани)
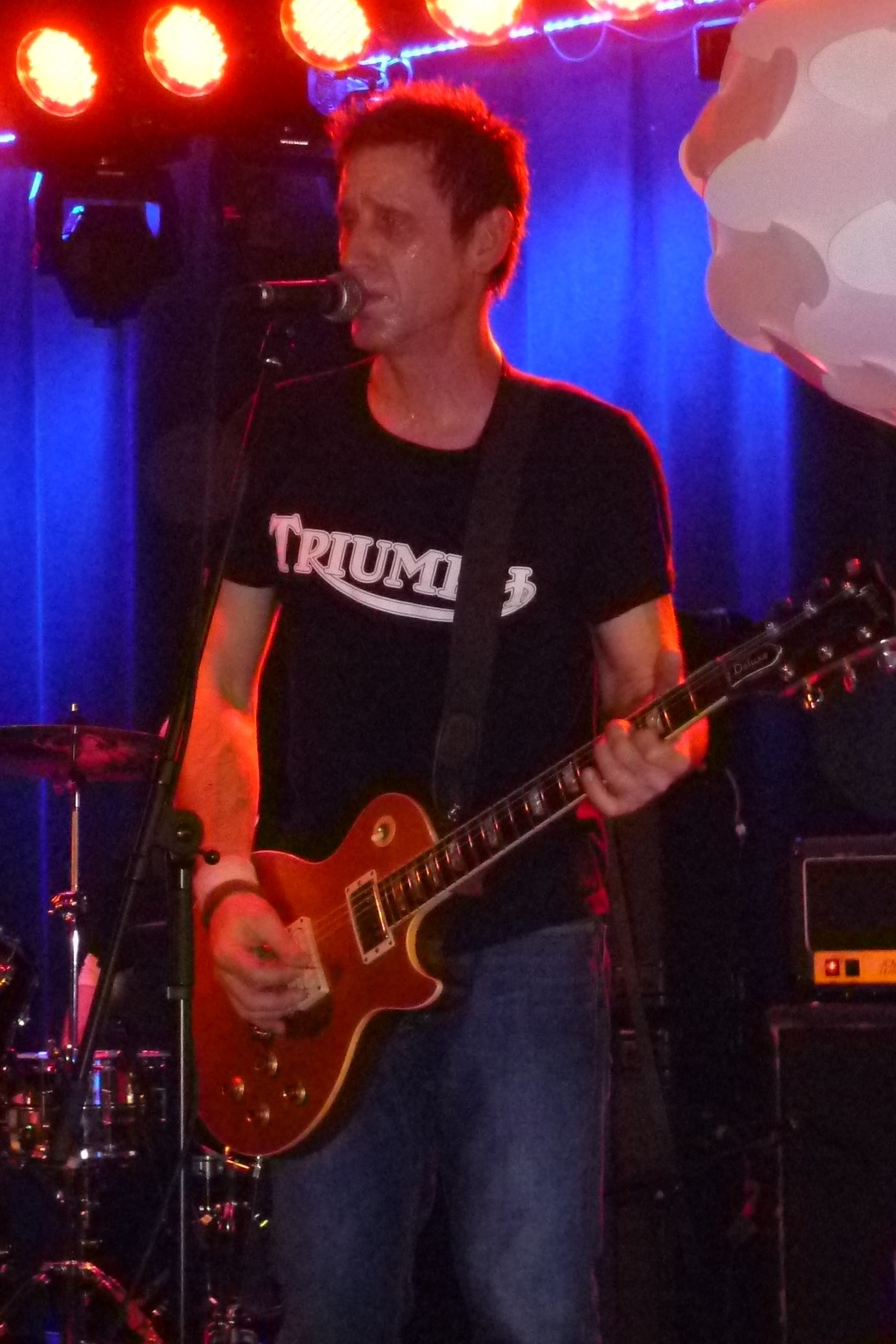
Франц Шталь (гітара)

## Реакція на альбом

### Відгуки критиків
Музичний журналіст Роберт Крістгау у своїй колонці «Споживчого гіда» високо оцінив нову платівку Foo Fighters. Він зауважив, що Ґрол ніколи не зможе грати та співати як Курт Кобейн, однак все ж визнав, що завдяки розлученню фронтмен зміг зосередитися на створенні музики, якою свого часу захоплювалися мільйони фанатів Nirvana. Девід Брауні з Entertainment Weekly зазначив, що The Colour and the Shape вийшов на тлі занепаду решти гуртів з Сіетлу, через що Ґрол зміг посіти позицію «сердитого закатованого чоловіка», яка залишалася вакантною на тогочасній альт-роковій сцені. В газеті «Лос-Анджелес Таймс» альбом оцінили на три зірки з чотирьох («Добре»), звернувши увагу на наявність емоцій, яких бракувало в дебютній роботі Foo Fighters: страх, жаль та відчуття провини. В журналах Rolling Stone та Spin платівку оцінили як «непогану» (три зірки з п'яти та 6/10 відповідно). Кристина Келлі розмірковувала, в чому саме полягали страхи Дейва Ґрола — створити автобіографічний альбом, розлучитися з дружиною чи заснувати власний гурт — але погоджувалася, що, хоч би якою була відповідь, йому це вдалося. Джессіка Гоппер розкритикувала альбом через передбачуваність і відповідність стандартам попрокових платівок 1970-х років, назвавши Ґрола «простим рок-хлопцем з простого рок-гурту, якому час від часу вдається написати по-справжньому добрі пісні», але припустивши, що створити ще один справжній шедевр йому не під силу.
Після ювілейного перевидання The Colour and the Shape у 2007 році музичні оглядачі знову звернули увагу на альбом десятирічної давнини. Редаторк музичного каталогу AllMusic назвав платівку чи не найкращим зразком постгранджу та визнав, що «найкращого в рок-музиці барабанщика» не варто звинувачувати в тому, що він самотужки переписав всі барабанні партії з альбому. В журналі New Musical Express альбом визнали тим моментом, що перетворив колишнього барабанщика Nirvana на самостійну творчу одиницю. На сайті Pitchfork альбом отримав значно нижчу оцінку — лише 5,8 з 10. На думку Стюарта Бермана, The Colour and the Shape був навіть гіршим за дебютний альбом Foo Fighers, а Ґролу мало б бути соромно за те, що він «зрадив» загиблого Курта Кобейна, промінявши ґрандж на емо-рок і зосередившись на створенні хітів для радіостанцій.

### Нагороди та номінації
The Colour and the Shape було номіновано на отримання «Ґреммі» в номінації «Найкращий рок-альбом». Іншими претендентами на отримання нагороди у 1997 році були альбоми Aerosmith (Nine Lives), The Rolling Stones (Bridges to Babylon) та U2 (Pop). Переможцем стала платівка Blue Moon Swamp, записана колишнім учасником гурту Creedence Clearwater Revival Джоном Фогерті. Попри первісну невдачу, надалі Foo Fighters стали абсолютним рекордсменом за кількістю нагород «Ґреммі» за найкращий рок-альбом, отримавши п'ять премій з 2001 по 2022 роки.
Музичні відео на пісні з альбому були неодноразово номіновані на отримання премії MTV Video Music Awards. 1997 року кліп до «Monkey Wrench» змагався за перемогу в номінаціях «Найкраще рок-відео» та «Найкраще альтернативне відео», проте поступився відео Aerosmith («Falling In Love (Is Hard On The Knees)») та Sublime («What I Got»). Наступного року кліп до «Everlong» здобув ще три номінації, але програв в усіх трьох: кращим рок-відео було визнано «Pink» гурту Aerosmith, нагороду за візуальні ефекти отримав кліп Мадонни «Frozen», а відзнака за найкращу художню постановку дісталася «Bachelorette» Б'єрк.

### Місця в хіт-парадах
7 червня 1997 року The Colour and the Shape на десятій сходинці дебютував в американському хіт-параді альбомів Billboard 200. Платівка залишалася в чарті 74 тижні, покращивши показники першого альбому Foo Fighters (23 місце, 51 тиждень). Окрім цього, The Colour and the Shape посів 109 місце в річному альбомному чарті Billboard (1997).
Сингли з альбому не потрапили до основного пісенного чарту США Billboard Hot 100, але посіли високі місця в чарті рок-композицій. Найпопулярнішим став сингл «Everlong», який піднявся на четверту сходинку та загалом провів у чарті 28 тижнів. Окрім нього до хіт-параду мейнстримного року потрапили пісні «My Hero» (8 місце, 26 тижнів), «Monkey Wrench» (9 місце, 20 тижнів) та бі-сайд «Baker Street» (34 місце, 5 тижнів).

#### Тижневі чарти
| Хіт-парад (1997)                                     | Найвища позиція |
| ---------------------------------------------------- | --------------- |
| Австралія Australian Albums (ARIA)                   | 5               |
| Австрія Austrian Albums (Ö3 Austria)                 | 19              |
| Бельгія Belgian Albums (Ultratop Flanders)           | 7               |
| Бельгія Belgian Albums (Ultratop Wallonia)           | 18              |
| Канада Canadian Albums (Billboard)                   | 8               |
| Нідерланди Dutch Albums (MegaCharts)                 | 39              |
| Європа European Top 100 Albums (Music & Media)       | 9               |
| Фінляндія Finnish Albums (Suomen virallinen lista)   | 12              |
| Франція French Albums (SNEP)                         | 24              |
| Японія Japanese Albums (Oricon)                      | 18              |
| Німеччина German Albums (Offizielle Top 100)         | 41              |
| Греція Greek Albums (IFPI Greece)                    | 2               |
| Ірландія Irish Albums (IFPI Ireland)                 | 10              |
| Нова Зеландія New Zealand Albums (Recorded Music NZ) | 10              |
| Норвегія Norwegian Albums (VG-lista)                 | 20              |
| Шотландія Scottish Albums (OCC)                      | 5               |
| Швеція Swedish Albums (Sverigetopplistan)            | 10              |
| Швейцарія Swiss Albums (Schweizer Hitparade)         | 50              |
| Велика Британія UK Albums (OCC)                      | 3               |
| США Billboard 200                                    | 10              |

#### Річні чарти
| Хіт-парад (1997)                        | Позиція |
| --------------------------------------- | ------- |
| Австралія Australian Albums (ARIA)      | 80      |
| Нова Зеландія New Zealand Albums (RMNZ) | 36      |
| США US Billboard 200                    | 109     |
| Хіт-парад (1998)                        | Позиція |
| США US Billboard 200                    | 125     |

### Сертифікації
Альбом став найпродаванішим диском Foo Fighters за всю історію гурту, завдяки чому отримав «платиновий» статус у США, Австралії, Канаді та Великій Британії та «золотий» статус у Німеччині, Японії та Новій Зеландії.
| Регіон | Сертифікація | Продажі    |
| --- | ------------ | ---------- |
| Австралія (ARIA)                                                                                                 | Платиновий   | 70 000^    |
| Канада (Music Canada)                                                                                            | Платиновий   | 100 000^   |
| Німеччина (BVMI)                                                                                                 | Золотий      | 250 000    |
| Японія (RIAJ) | Золотий      | 100 000^   |
| Нова Зеландія (RIANZ)                                                                                            | Золотий      | 7500^      |
| Велика Британія (BPI)                                                                                            | Платиновий   | 672,000    |
| США (RIAA) | Платиновий   | 1 000 000^ |
| ^відвантаження, що базуються лише на сертифікаціях · продажі+прослуховування, що базуються лише на сертифікаціях |              |            |

## Історичне значення
Серед одинадцяти студійних альбомів, виданих Foo Fighters з 1995 по 2023 роки, саме The Colour and the Shape найчастіше називають найкращою платівкою в дискографії гурту. Основною причиною вважається надзвичайно висока якість пісень та наявність беззаперечних хітів, таких як «Everlong», «My Hero» та «Monkey Wrench». На сайті Ultimate Classic Rock не знайшли на платівці жодної пісні, яку варто було б пропустити. В онлайн-виданнях Louder Sound та The Hard Times альбом назвали беззаперечним піком творчої форми гурту. В редакції сайту Consequence підкреслили, що платівка залишається найпопулярнішою серед усіх альбомів Foo Fighters, особливо відзначивши зусилля продюсера Гіла Нортона. На сайтах Uproxx, Spin та Far Out відзначили всі три платівки, записані Дейвом Ґролом в другій половині 1990-х, що перетворили колишнього барабанщика Nirvana у сольного виконавця, а його персональний проєкт — у повноцінний гурт. Журнал Alternative Press став єдиним виданням, в якому The Colour and the Shape не додали до трійки найкращих робіт Foo Fighters: через наявність цілих блоків з прохідних пісень його поставили лише на п'яте місце.
The Colour and the Shape неодноразово визнавали одним з найкращих альбомів 1997 року. В журналі Metal Hammer відзначили, що ці мелодійні пісні, написані в постгранджову еру, були нібито створені для виконання на стадіонах. Оглядачі британської радіостанції Radio X поставили альбом в один ряд з платівками The Verve, Oasis, Stereophonics та The Prodigy, а до найбільших хітів віднесли «Monkey Wrench» та «Everlong». На сайті Consequence дійшли висновку, що платівка стала взірцем того, як гітарний рок може змагатися з куди популярнішими хіп-хопом та попмузикою.
Головний хіт з альбому — пісня «Everlong» — увійшов до списку 500 найкращих пісень усіх часів за версією журналу Rolling Stone. На думку редакції, пісня стала «пам'ятником епохи альтернативного року» та «квазіофіційним посланцем попкультури», неодноразово з'являючись в популярних серіалах або телевізійних шоу. Оглядач GQ назвав її найкращою рок-піснею про кохання, а журналіст Spin зізнався, що любить її більше за будь-яку пісню Nirvana. Ведучий нічного шоу Девід Леттерман назвав «Everlong» своєю «улюбленою піснею улюбленого гурту»: Foo Fighters виконували її у його програмі п'ять разів, зокрема під час прощального ефіру телеведучого.